# Byron Dorgan
Leslie Byron Dorgan (Dickinson, 14 de maio de 1942) é um politico, autor, advogado e empresário norte-americano. Foi congressista (entre 1981 e 1992) e senador por Dakota do Norte (entre 1992 e 2011).